# Simosyrphus grandicornis
Simosyrphus grandicornis es una especie australiana de mosca sírfida, y es uno de los dos sírfidos más comunes en Australia, junto con la Melangyna viridiceps.
Esta especia ha sido introducida a varias islas polinesias, y Hawái.

## Enlaces externos

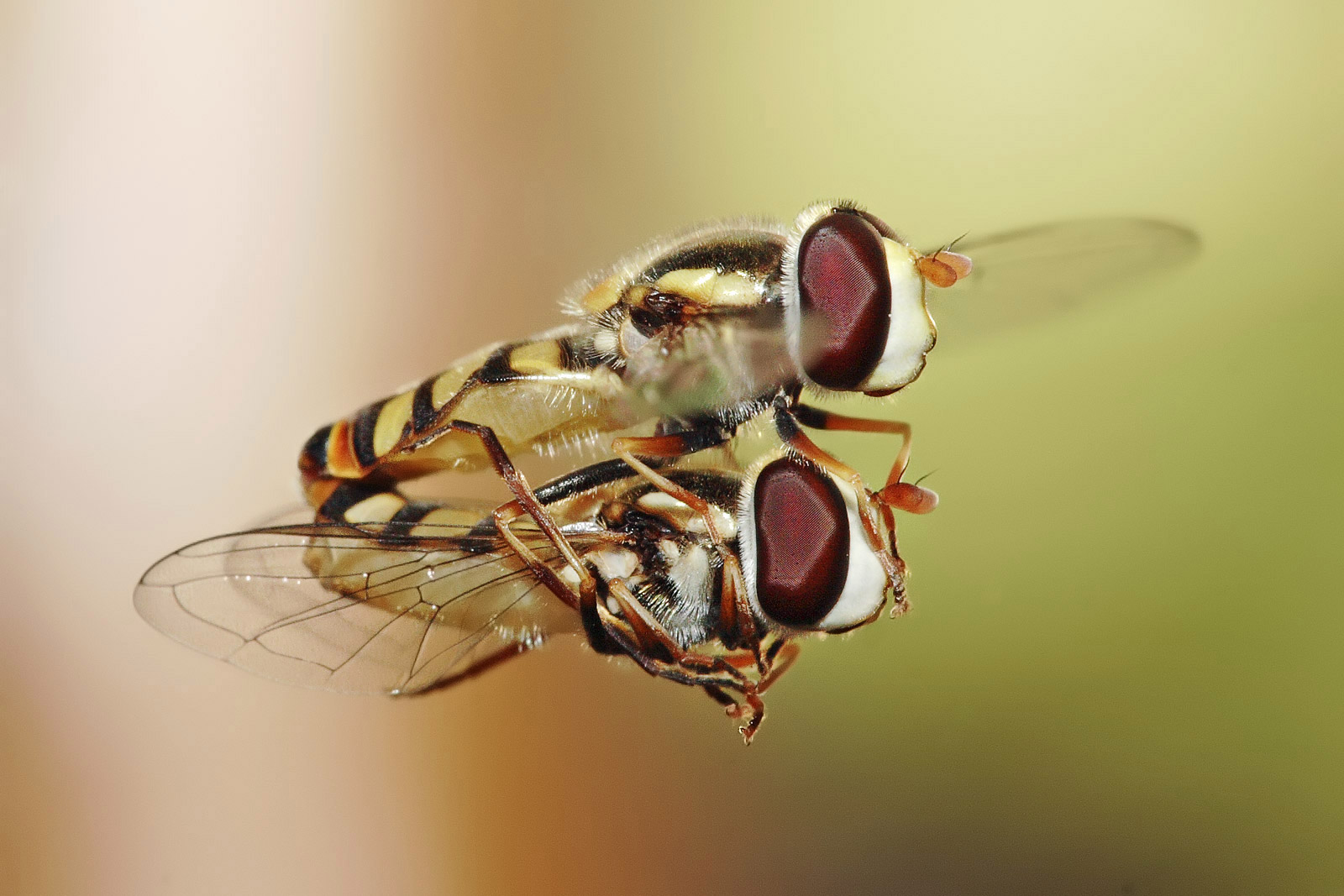
Un par de S. grandicornis, apareándose en vuelo.